# Satchelliella bucegica
Satchelliella bucegica és una espècie d'insecte dípter pertanyent a la família dels psicòdids que es troba a Europa.